# Jay Jay French
John French Segall mais conhecido como Jay Jay French ou J.J. French (New York City, 20 de julho de 1952) é um músico estadunidense, membro fundador e um dos dois guitarristas da banda de heavy metal Twisted Sister.
Em 2006, ele participou da música "The Chainsaw Buffét" da banda finlandesa Lordi tocando guitarra.
French também produziu álbuns para a banda de hard rock/heavy metal Sevendust.